# ホレンテ島の魔法使い
『ホレンテ島の魔法使い』（ホレンテとうのまほうつかい）は、谷津による日本の4コマ漫画。『まんがタイムきららMAX』（芳文社）にて、2020年1月号から2月号のゲスト掲載を経て、同年4月号から2022年4月号にかけて連載された。

## 概要
かつて実在したとされる魔法使いの伝説を観光資源にしている島で、女の子たちが伝説の真実を探し求める謎解き伝承ファンタジー。
作風は主人公たちのギャグやコメディを基調としながらも魔法使いの伝説を観光資源にしている島を取り巻く現実的な側面と、かつて魔法使いが島の住民にもたらしたとされる魔法のような能力をはじめとするファンタジー的な側面が融合したマジックリアリズム的な色彩が強い。時折ミュージカル的な描写が挟まれており物語の重要な局面にも絡んでくる。
グリム童話が作品のモチーフとなっており、物語の随所にちりばめられている。舞台となっているホレンテ島の歴史地理的な背景もよく作り込まれている。

## あらすじ
伝説の魔法使いを追って太平洋に浮かぶ絶海の孤島・ホレンテ島にやってきた貰鳥あむ。観光で島を訪れた時に魔法使いが空を飛ぶ姿を目撃してしまったあむは、実在する魔法使いを追い求めて移住を決意する。
ホレンテ島に移住したもののお金がないあむは観光時にも訪れた帽子屋「ピフ・パフ・ポルトリー」で看板娘の尾谷こっことともに「観光魔法使い」として働くことに。ホレンテ島で同じ下宿に住んでいる亜楽かるてとも仲良くなり、島で働くかたわら一緒に島にいるはずの本物の魔法使いを探索することに。
魔法使いの真実の探索の過程で、自らの好奇心に真摯だったあむたちに感銘を受けた都橋書店の娘都橋詠も仲間に加わる。だがその矢先に商工会長の孫娘で島の観光ガイドの裳之美ユシャによる研修で現代社会のなかにあるありふれた島としてのホレンテ島の現実と観光業の現状を突きつけられて意気消沈するあむ。そして、島のお酒のプロモ映像の撮影を経て、あむは島に伝わる民話をベースにした創作童話の舞台を提案するが――。

## 登場人物

### 主要人物
貰鳥 あむ（もらとり あむ）
本作の主人公。髪はピンク色の肩までかかるクセ毛のセミロングで、目は青紫。
ホレンテ島へ観光に行った際目撃した魔法使いを捜すためにわざわざ島へ移住してくるなど、好奇心旺盛で行動力がある。加えて自らのペースに周囲を巻き込むところがあり、かるてはその側面に驚くこともある。
ユシャに見せられたざんねん坂の光景から島の現状を垣間見て以来、島を取り巻く虚構と現実に翻弄され苦悩することもあった。
舞台「ホレンテ島の魔法使い」においては台本と一人目の魔法使い（伝達の魔法使い）の役を担当。特技としてはギターが弾ける。
尾谷 こっこ（おや こっこ）
観光の中心の大通りに面する帽子屋「ピフ・パフ・ポルトリー」の看板娘をしている観光魔法使い。髪は青色のストレートのセミロング。
幼いころに両親を失っており、現在は店主のファーマンが保護者になっている。ファーマンに師事して帽子職人見習いになっているほか、時折潮風通りのタピオカ屋で小遣い稼ぎでバイトをしている。仕事に関しては真面目であり不器用で物覚えが悪くマイペースなあむに厳しく接することもあるが、その実人間的な魅力のある彼女を気に入っている。
舞台「ホレンテ島の魔法使い」においては設定画と衣装デザイン、三人目の魔法使い（橋渡しの魔法使い）の役を担当。
亜楽 かるて（あら かるて）
帽子屋の隣の魔法レストランでアルバイトしている観光魔法使い。髪は茶色のツインテールで目は黄色。15歳。一人称は「ボク」。
頭の回転が早く知略に長けているだけでなく、目的のためにはある程度手段を選ばない節がある。半年前に物体浮遊能力に目覚めており、自分の能力の正体や伝達条件を知りたいと思っている。それもあってあむの目的に協力している。
鉄道技術者の父とともに一年前にホレンテ島に移住してきた。
舞台「ホレンテ島の魔法使い」においては二人目の魔法使い（献身の魔法使い）の役を担当。
キャラクターの原型となったのは、作者が過去に描いたオリジナルイラストのなかに登場したキャラクターである。原型となったイラストは劇中にも登場している。
都橋 詠（とばし よみ）
古くからの店が建ち並ぶ石切通りの本屋「都橋書店」の娘の観光魔法使い。髪は白のストレートロングで目は赤色。
姿勢が綺麗なお人形さんのような容姿をしているが、消毒液で酔うほどアルコールに耐性がない。小学生のころから瞬間移動能力を習得しており、通勤通学などに使っている。
ホレンテ島の歴史を非常に大事にしているため、島の歴史と噛み合わないビジネスに好意を持っていない。その反面、あむやかるてのように自分の好奇心に対して真摯な人物に対しては好意的である。
舞台「ホレンテ島の魔法使い」においては四人の村娘の設定と四人目の魔法使い（封印の魔法使い）の役を担当。
裳之美 ユシャ（ものみ ゆしゃ）
島の観光ガイドを務める上級魔法使い。髪は緑のウェーブがかったセミロング。
古くから島に店を構える酒店「裳之美酒店」の店主の孫娘で、若くして観光ガイドになるために祖父の八愚楽に厳しく躾けられた。標準語もしゃべることができるが、普段は東北弁によく似たボルドンゴラ弁をしゃべっている。魔法使いを求めて移住してきたあむを気に入っており、新人魔法使いのあむの研修を行った。遠くにある物体を攻撃する能力を持っている。
当初は祖父の意を受けてあむたちの舞台を妨害しようとしていたが、土壇場で祖父を裏切ってカトリネルエの役を演じきった。
キャラクターの原型となったのは、作者が過去に描いたオリジナルキャラの一人である。

### その他の登場人物
ファーマン
黒猫のような姿の大柄な男性で帽子屋「ピフ・パフ・ポルトリー」の主人。
赤子のときに両親を失ったこっこの保護者であり彼女からは先生と呼ばれている。魔法使いを求めてホレンテ島に飛び込んできたあむを快く迎え入れ、「ピフ・パフ・ポルトリー」で魔法使いとして働かせる。
基本的にはあむやこっこたちを見守る立場を貫いており、あむの舞台により島の魔法が流出する可能性を把握してもこっこが友達と文化祭やるとこが見たかっただけという理由で止めることはなかった。
都橋 杉太郎（とばし すぎたろう）
46歳。都橋書店の店主にして詠の父親。時代がかった漫画のキャラクターのような容姿をしている。ボルドンゴラ古語の研究者でもあり、その解読と翻訳を行いその成果を自ら研究書として出版している。
奈良漬けで酔っ払うほどの伝説的な下戸。
裳之美 八愚楽（ものみ やぐら）
裳之美酒店十五代目当主にしてユシャの祖父。ホレンテ島の商工会長でもあり絶大な権力を握っており、部下の小火木と戸面を連れている。今は亡きこっこの親とも面識があったことを匂わせている。
島のお酒のプロモーションビデオを詠に依頼し「やんごてぇ」と感動する。その一方で魔法の島からの流出を恐れており、部下を用いてあむたちの舞台を妨害しようとするがユシャの離反により見守る立場にシフトした。
小火木（ぼやき）
八愚楽の部下。戸面とともにあむたちの舞台を妨害しようとするが、八愚楽が妨害を中断するよう命令を出したことでともに舞台を死守する立場になった。
戸面（とづら）
小火木同様に八愚楽の部下。

## ホレンテ島
太平洋に浮かぶ小さな島。近隣のハイアンドマイティ、ケーゼトラウトなどの島々とともにホレンテ列島を形成しているが、ホレンテ列島のなかでは有人島はホレンテ島のみである。古くから石材業を主な産業としていたが、近年では魔法使いの伝説を元にした観光業が盛んである。石材業が盛んだったため島の各地に古い石材建築などの名残がある。元ネタはグリム童話「美人のカトリネルエとピフ・パフ・ポルトリー」に登場する「ホレンテ父さん」。

### 島東部
ホレンテ島への観光客の多くは島東部の中心街周辺の三本の通りに集中している。通路が狭小なこともあって中心街には関係車両以外の車両の立ち入りができない。
大通り
ホレンテ軽便鉄道のホレンテ駅から港へ続く大通り。現在のホレンテ島の観光の中心である。島が観光地化してから作られた新しい通りであり道幅も広い。
あむやこっこの働く帽子屋「ピフ・パフ・ポルトリー」やかるての働くレストラン、ユシャの祖父が経営する「裳之美酒店」の支店も所在する。
潮風通り
古くからあった道だったが現在は海沿いの景観を楽しめるよう道幅が拡張され、公園のように改修されている。観光客に限らず地元の学生などにも人気のスポットでこっこがバイトしていたタピオカ屋も所在している。
海沿いで海抜が低い土地柄故に夏場は台風の被害に悩まされることも多く、立ち並ぶ店舗も露店のような飲食店が多くを占めている。観光地化される以前はマツの防風林があったが通りの改修とともに伐採されてしまった。
石切通り
かつてのホレンテ島東部のメインストリートであり、石材業が盛んだったころは石切山の石材の運搬ルートとして人の行き来が盛んであった。
大通りに比べて道幅が狭く建物も二～三階程度の低層のものが多い。並ぶ店舗も古くからある店舗や骨董品や資料を扱うものが多い。詠の家である「都橋書店」や「裳之美酒店」の本店が所在する。
観光用の魔法使いの墓や資料館も建ち並んでいる。

### その他
ホレンテ島西部には実在した魔法使いの関連する史跡の多くが存在するが、鉄道や交通網の未整備なども相まってそこに観光客を誘導出来ていないことが課題となっている。
ざんねん坂
ホレンテ島東部の中心部から石切通りを内陸側に十五分ほど歩いた先にある太郎塚隧道という古いトンネルを潜った先にある場所。市街地と外の境界線であると同時に夢の魔法と現実の境界線でもある。
道祖神とバス停と旧道の入り口にいかにも何の変哲もない田舎らしい風景が広がっているため、島に来た観光客も夢から覚めてしまう。
江戸時代後期に西部から東部に繋がる大きな水路を作るための工事を行っていたが、その過程で勾配や地質の調査不足で現在のざんねん坂にあたる場所で水が止まることが判明した。そのため水路工事の設計者は責任を取らされ打ち首となった。ざんねん坂の名前の由来はこの逸話に基づくもの。
逸話の元ネタは東京都府中市の「かなしい坂」であると作者がツイッターで明言している。
ざんねん坂の先にはホレンテ島西部へ向かう道のほか、中央病院やかるての父親が働く工事現場がある。
石切山
かつてのホレンテ島の石材業の中心であり、古い丁場が多く残されている。かつては石切山で切り出された石材は猫車で石切通りを通って港まで運ばれて出荷されていた。
紙切山
古くから神社が祀られており、「裳之美酒店」は神社へ神酒を奉納している。
香取観音
かつてホレンテ島に住んでいたカトリネルエを慕った島民たちが高台に設置したお地蔵様。

## 設定・用語
魔法使い
かつてホレンテ島に実在していたという魔法使い。実在する証拠もあやふやで本当に実在するかもわかっていないが、ユシャなど一部の島民は実在を確信している。
ボルドンゴラ弁
ホレンテ島の島民が話している非常に東北弁に酷似した方言であるが、現在はテレビなどの影響で高齢者を中心に一部の人でのみ話されている方言となっている。かつて島に来た魔法使いがロシア、樺太、東北を経由して島に到着する過程で覚えた東北弁が変質して成立した学説がある。
ボルドンゴラ古語
かつてホレンテ島に来た魔法使いが母国から持ち込んだ謎の言語。島内にある魔法の資料のほとんどはこの言語で記述されているが、解読できる人間は非常に少ない。
ボルドンゴラ古語の痕跡は、魔法使いの痕跡同様ホレンテ島西部に多く残されている。
カトリネルエ
かつてホレンテ島の高台に住んでいたとされる少女で、家から出られない身でありながら毎日丘の上から島の人々に歌声を届けたとされる。島の隅々まで響き渡ったカトリネルエの歌声を聞いた島の人々には魔法や奇跡じみた現象が次々起こったという。
毛皮の男
ホレンテ島に伝わる昔話。

## 書誌情報
- 谷津『ホレンテ島の魔法使い』、芳文社〈KRコミックス〉、全2巻
  1. 2020年3月12日初版第1刷発行（同年2月25日発売）、ISBN 978-4-8322-7257-6
    - サブタイトルは「Chapter:01 Witch Dream Would You Buy?」[21]
    - 帯のキャッチコピーは「ここは夢と現の汽水域」[22]

  2. 2022年3月12日初版第1刷発行（同年2月25日発売）、ISBN 978-4-8322-7356-6